# Ел Аламејн
Ел Аламејн (арапски: العلمين) је град на северу Египта, на обали Средоземног мора. Удаљен је 106 km западно од Александрије и 240 km сјеверозападно од Каира.
Данас је најпознатији као транспортна лука за нафту.

## Историја
Ел Аламејн је имао значајну улогу у исходу Другог светског рата. Двије велике битке водиле су се на том територију:
- Прва битка код Ел Аламејна (1. јул – 27. јул 1942), Савезничке снаге зауставиле су напредовање сила Осовине према Александрији.
- Друга битка код Ел Аламејна (23. октобар – 4. новембар 1942), Савезничке снаге су пробиле линију Сила Осовине и присилиле их на повлачење све до Туниса. Винстон Черчил је то назвао крајем почетка.